# 12005 Delgiudice
12005 Delgiudice este un asteroid din centura principală de asteroizi.

## Descriere
12005 Delgiudice este un asteroid din centura principală de asteroizi. A fost descoperit pe 19 mai 1996 la Socorro, New Mexico de Robert Weber. Asteroidul prezintă o orbită caracterizată de o semiaxă mare de 3,16 ua, o excentricitate de 0,16 și o înclinație de 10,9° în raport cu ecliptica.